# Kateřina Zohnová
Kateřina Zohnová (7 de novembro de 1984) é uma basquetebolista profissional checa.

## Carreira
Kateřina Zohnová integrou a Seleção Checa de Basquetebol Feminino, em Londres 2012, que terminou na sétima colocação.